# Demi Korevaar
Demi Korevaar (Breda, 9 augustus 2000) is een Nederlands volleybalspeelster. Korevaar kwam in Nederland uit voor Talentteam Papendal, Sliedrecht Sport en Team 22 Arnhem. In het buitenland speelde ze voor de Duitse clubs Schwarz-Weiss Erfurt en USC Münster. Sinds 2024 komt Korevaar uit voor het Belgische Asterix Avo Beveren.

## Carrière

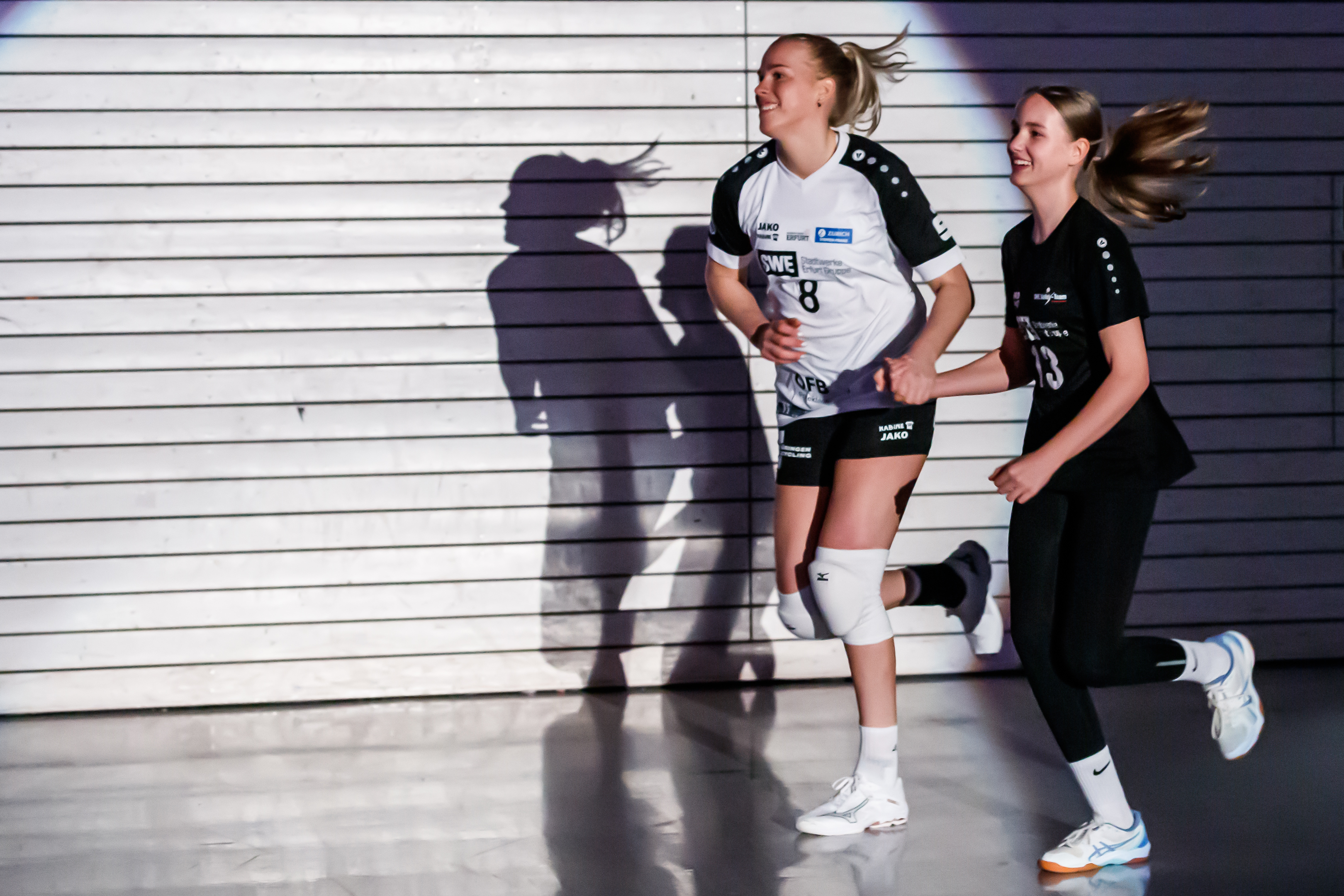
Korevaar bij Schwarz-Weiss Erfurt (2022)

Korevaar werd in 2016 opgepikt door Talentteam Papendal in Arnhem. Hier maakte ze deel van uit tot 2018, waarna ze naar Sliedrecht Sport vertrok. Met deze club werd Korevaar landskampioen en won ze nationale beker. Datzelfde jaar maakte Korevaar onderdeel uit van de selectie van de Nederlandse volleybalploeg waarmee ze deelnam aan het WK 2018. Op dit eindtoernooi behaalde Korevaar met haar land de vierde plaats. In 2019 maakte ze haar eerste buitenlandse transfer door naar het Duitse USC Münster te vertrekken. Na twee jaar voor deze club hebben gespeeld, keerde ze in 2021 terug naar Nederland om voor Team 22 Arnhem te gaan spelen. In 2021 nam Korevaar voor het eerst deel aan een Europees kampioenschap volleybal vrouwen in Servië, Bulgarije, Kroatië en Roemenië. Hier werd opnieuw de vierde plaats bereikt. Voorafgaande aan het seizoen 2022/23 vertrok Korevaar weer naar Duitsland om voor Schwarz-Weiss Erfurt te gaan spelen. Deze club verliet ze een jaar later voor een terugkeer bij USC Münster. In 2024 ging Korevaar naar het Belgische Asterix AVO Beveren.

## Awards
Clubverband
- Nederlands kampioen 1×
- Nederlandse Beker 1×

Internationaal
- vierde - WK 2018
- vierde - EK 2021